# Barrio de Santiago (Mérida, Yucatán)

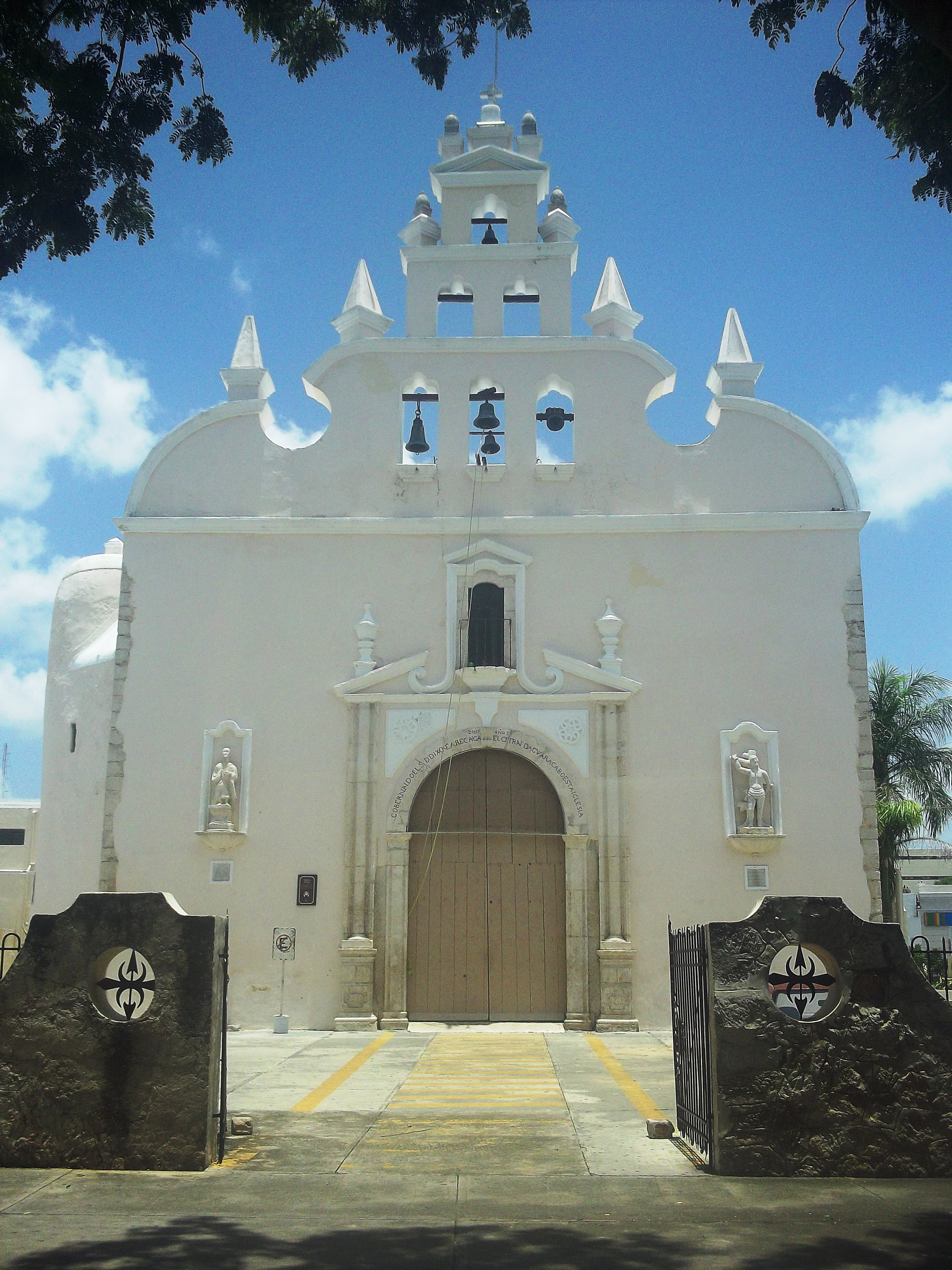
Iglesia de Santiago Apóstol, en el barrio de Santiago de Mérida, Yucatán, México.

El Barrio de Santiago en Mérida, México, es un barrio de la ciudad capital de Yucatán, ubicado al poniente del centro histórico. Es uno de los barrios más antiguos de la ciudad ya que se organizó como tal a partir de la fundación de la ciudad en 1542 y sirvió para concentrar y albergar a la población maya indígena encontrada por los españoles viviendo en lo que eran las ruinas de la vieja ciudad maya de T'Hó, durante el proceso de conquista de Yucatán encauzado por Francisco de Montejo (el Mozo) por instrucciones de su padre, homónimo, el adelantado.

## Historia del barrio
En los años de la conquista, el barrio era una caserío ubicado en el camino que conducía a la población de Cupules y que dependía del kuchkabal de Chakán cuyo batab residía en Caucel. Cuando llegaron los conquistadores y se establecieron en las ruinas de T'Hó para fundar Mérida, el sitio que hoy se denomina Barrio de Santiago quedó, en los arrabales de la ciudad en formación, como un pueblo de indios en el que se concentró la mano de obra que los europeos requerían para construir la ciudad. Algunos de los indígenas del centro de México, traídos por los conquistadores con ellos fueron también albergados en este lugar.
En el siglo XVII, fue construida su iglesia, concluyéndose en 1637. Adyacente a la iglesia hay una pequeña capilla que ostenta una placa según la cual se establece que en ella se realizó la primera misa en capilla en Mérida, lo cual ubicaría su construcción primaria (aunque la capilla fue reconstruida casi en su totalidad en 1925) hacia la segunda mitad del siglo XVI.

## Jacinto Canek
En este barrio vivió Jacinto Canek, caudillo maya que se rebeló en contra de los españoles en 1761 por lo cual fue sacrificado mediante suplicio en la plaza pública para escarmiento de la población maya de la península. Como resultado de este evento algunos moradores del barrio fueron detenidos y encarcelados acusados de participar en la rebelión aunque ésta se hubiera dado en Cisteil a cientos de kilómetros de ahí. Durante la guerra de castas, ya en el siglo XIX, también se sospechó de varios vecinos del barrio de alentar y participar en la insurrección y por ese hecho fueron apresados. Incluso, Francisco Uc, cacique del barrio, fue ejecutado bajo la acusación de que colaboraba con los mayas rebeldes. Sus restos reposan en la iglesia del barrio.

## Durante el inicio de la época henequenera
La importancia urbana del barrio de Santiago se acrecentó en la segunda mitad del siglo XIX ya que fue el paso forzoso y propiamente, el inicio del Camino Real de la ciudad de Mérida al puerto de Sisal, desde donde se realizaba la exportación de la fibra de henequén durante los años del auge inicial de la agroindustria.

## Galería

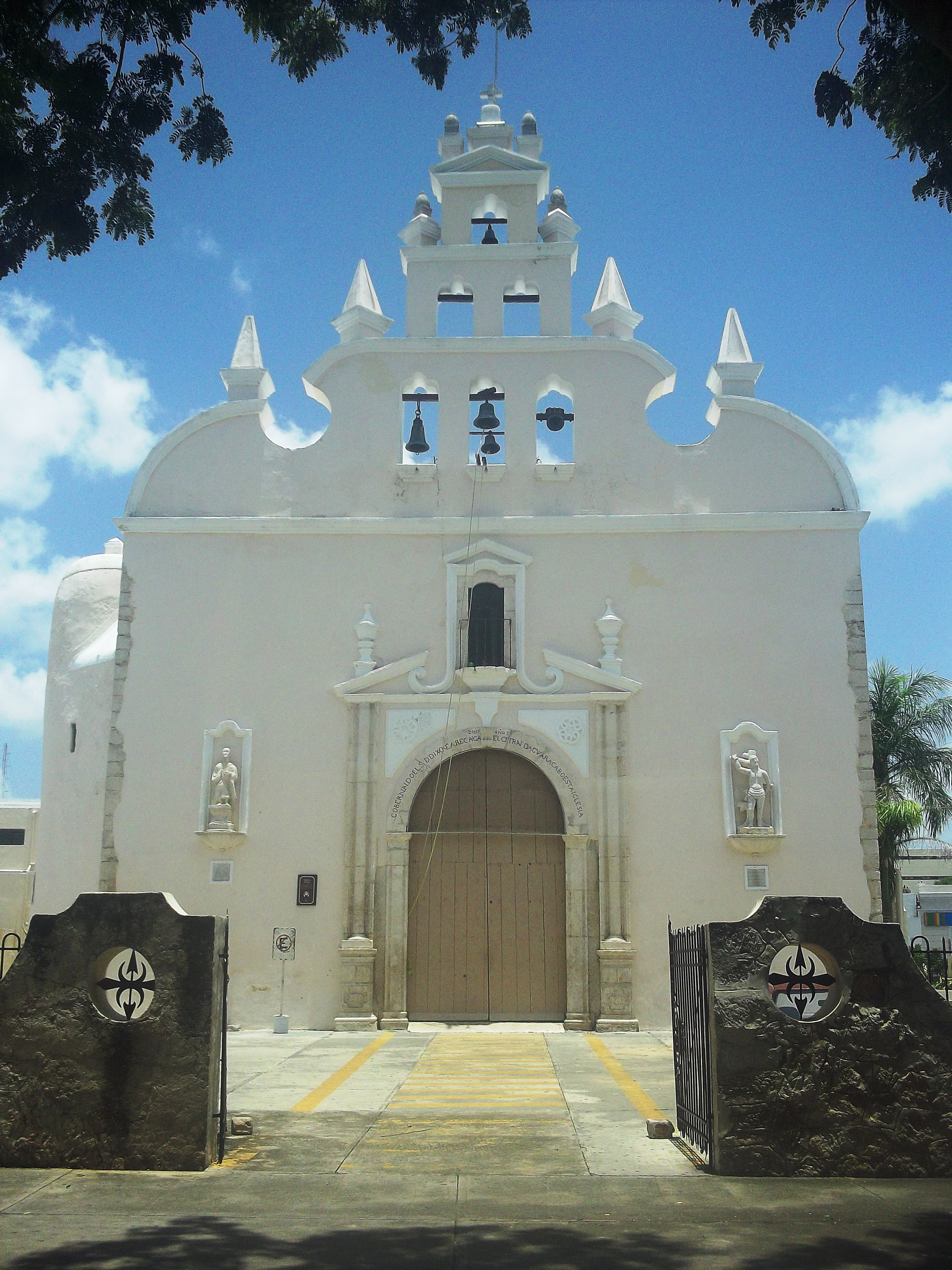
Iglesia de Santiago Apóstol.
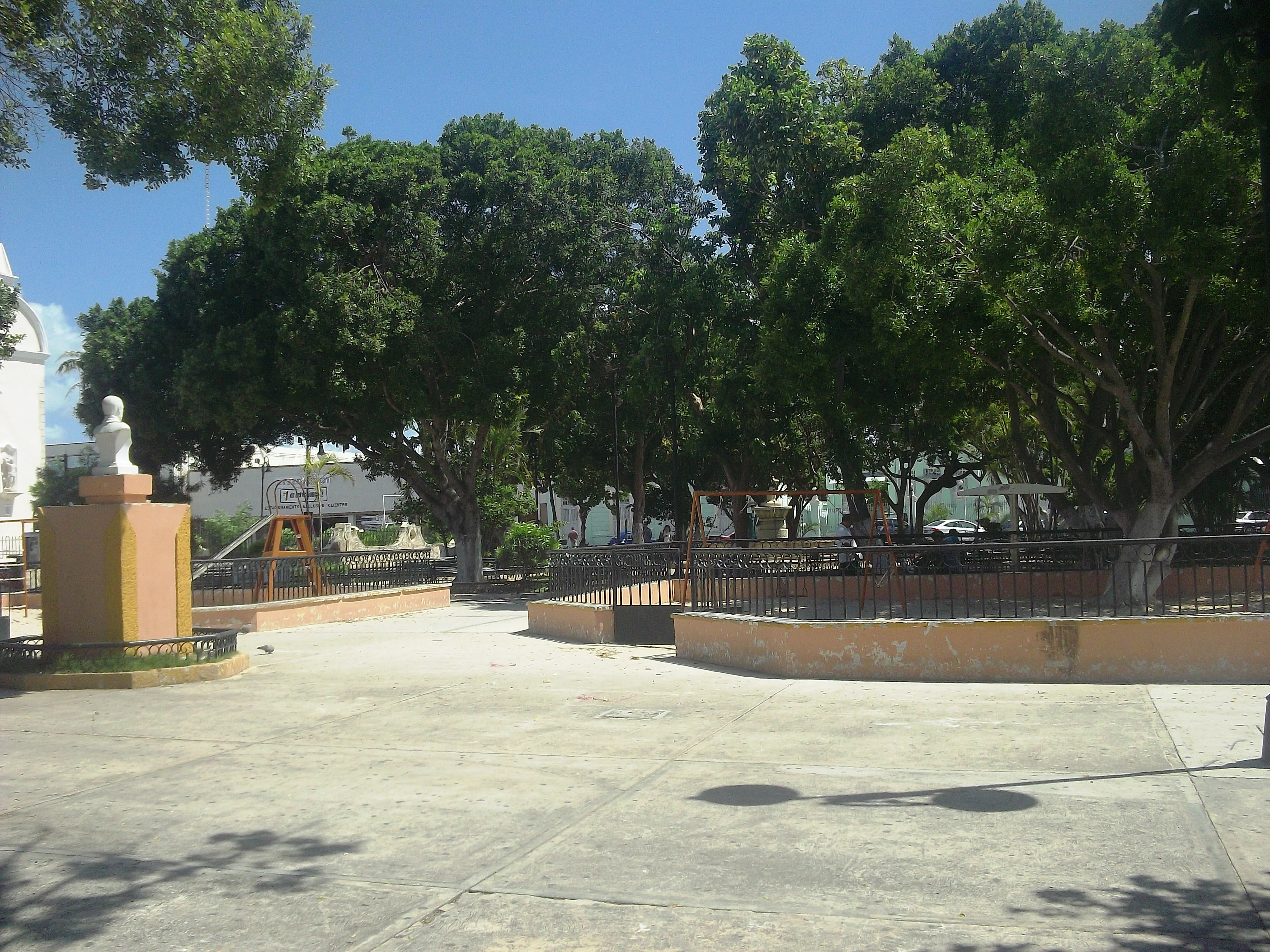
Parque del barrio de Santiago.
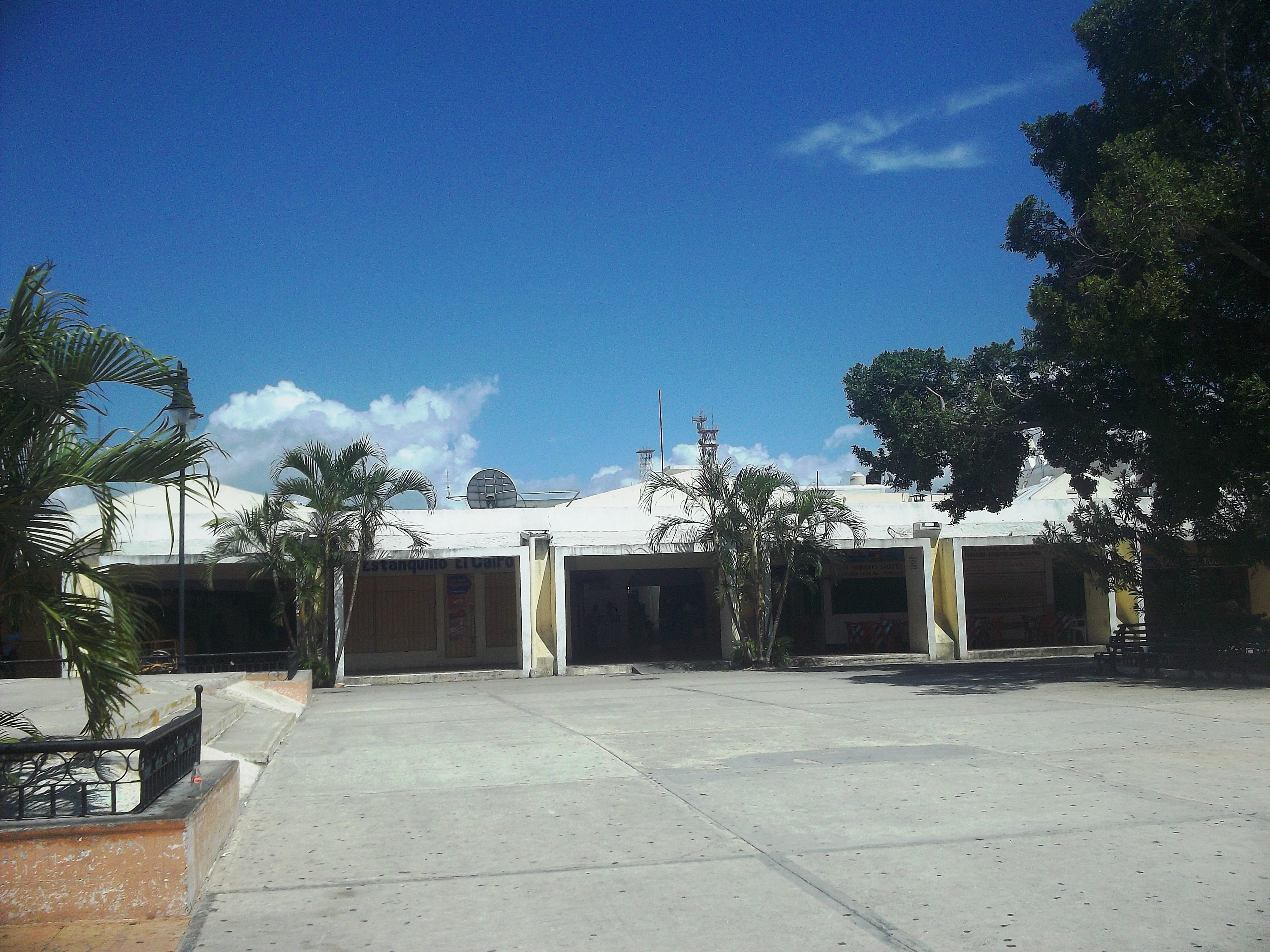
Mercado del barrio de Santiago.